# Louis Paul de Beffroy
Louis Paul de Beffroy, né le 11 août 1737 à Germont (Ardennes) et mort le 3 août 1802 à Stenay (Meuse), est un général de brigade de la Révolution française.

## Biographie
Page de la chambre du Roi en 1747, puis lieutenant au régiment de cavalerie de Fleury en 1753, il sert durant la guerre de Sept Ans en Allemagne de 1757 à 1763. Aide-major en 1770, capitaine en 1771, il sert au régiment Condé-Dragons, 2e régiment en 1783. Il prend sa retraite en 1785 avec le grade de capitaine.
Il vit en concubinage à Stenay avec sa cuisinière, Marie Claude Percebois, avec laquelle il a plusieurs enfants.
En 1792, il s'enthousiasme pour les idées nouvelles et il est élu lieutenant-colonel du 2e Piqueurs à cheval de la Légion germanique le 4 septembre 1792, une troupe en grande partie constituée de volontaires étrangers. Celle-ci, devenue légion de la fraternité, est employée en Vendée. Nommé chef de brigade le 4 mai 1793, il est blessé à la bataille de Doué d'un coup de baïonnette le 27 mai et doit rester alité 6 semaines. Il n'oublie pas d'en tirer parti et pour cela écrit au ministre de la guerre :
« J'ai fait six campagnes de guerre en Hanovre, et je suis l'un des plus anciens officiers en grade ; mais je n'ai jamais fait ma cour et, ne m'étant borné qu'à mon devoir, je suis resté dans l'oubli. »
Lorsqu'il revient au combat, la situation des républicains s'est encore dégradée. Les insurgés attaquent Saumur et s'emparent de cette ville. Il est nommé général de brigade le 14 juin 1793, puis il prend la place de Tuncq après la défaite de Chantonnay le 8 septembre 1793, comme commandant de la division de Luçon. Il se replie suivant les ordres de Rossignol mais il est suspendu de ses fonctions le 30 septembre 1793 et cesse ses fonctions le 11 octobre 1793 suivant, sa qualité d'ancien noble lui valant en effet quelques méfiances, renforcées par le passage à l'ennemi d'une partie de la légion de la fraternité. Relevé de sa suspension, il est mis à la retraite le 17 novembre 1794. 
Il meurt à Stenay dans les Meuse le 3 août 1802.

## Sources
- Généraux ayant servi dans l'armée française de 1789 à 1814
- Généalogie des Ardennes
- État-major de l'Armée des Côtes de la Rochelle